# Robin van Aggele
Robin van Aggele (ur. 30 lipca 1984 w Hilversum) – holenderski pływak, srebrny i medalista mistrzostw świata (basen 25 m) w sztafecie, dwukrotny mistrz Europy (basen 25 m).
Specjalizuje się w pływaniu stylem klasycznym. Jego największym dotychczasowym sukcesem jest złoty medal mistrzostw Europy na krótkim basenie w Stambule w 2009 roku na dystansie 100 m żabką w czasie nowego rekordu Europy (56,29 s). W mistrzostwach Europy na krótkim basenie w 2010 roku w Eindhoven zdobył złoto na 50 m stylem klasycznym i brąz na 100 metrów tym samym stylem.
Olimpijczyk z Pekinu.